# Adrian Crișan
Adrian Crișan (Bistrița, 7 mei 1980) is een Roemeens professioneel tafeltenniser die sinds 2000 in de ITTF Pro Tour speelt. Hij bereikte in februari 2006 de twaalfde positie op de wereldranglijst van de ITTF, zijn hoogste positie ooit. Hij bleef in die periode zeventien aaneengesloten maanden in de ITTF top 20.
Crișan werd Roemeens kampioen in 1999, 2002, 2004, 2005, 2006, 2007 en 2008. In 2005 schreef hij tevens het Brasil Open op zijn naam. Crișan kwam uit op de Olympische Zomerspelen 2000, die van 2004 en die van 2008.
Crișan speelt in de Duitse Bundesliga tafeltennis voor TTF Liebherr Ochsenhausen, waarmee hij in 2004 landskampioen werd. Daarvoor kwam hij uit voor achtereenvolgens Bistriţa in eigen land en 1. FC Bayreuth en SV Plüderhausen in Duitsland.

## Clubs
- 1996–1997:  CSM Bistriţa
- 1997–1999:  1. FC Bayreuth
- 1999–2000:  SV Plüderhausen
- 2000–2010:  TTF Liebherr Ochsenhausen
- 2010–2015:  SV Werder Bremen
- 2015–2020:  Stella Sport La Romagne